# Verpopping
Verpopping is een bij veel insecten voorkomend proces waarbij de larve zich transformeert tot een volwassen insect (imago). Insecten met een dergelijke ontwikkeling kennen een volledige gedaanteverwisseling, ze zijn holometabool en behoren tot de Endopterygota.
Dit proces van metamorfose vindt plaats via een apart stadium waarin de larve na de laatste vervelling een ander uiterlijk krijgt. Gedurende deze periode neemt de larve in zijn pop geen voedsel op. Uitwendig lijkt de pop in rust te verkeren terwijl intussen van binnen de larvale organen worden afgebroken en worden omgebouwd tot de organen die het volwassen insect nodig zal hebben. Veel poppen zien eruit als een rond tonnetje zonder poten, ogen, mond, anus, vleugels of antennen. Bij de poppen van kevers en vlinders zijn vaak de vormen van het zich vormende imago al wel herkenbaar. De meeste poppen bewegen zich niet, maar kunnen bij aanraking wel wriemelende bewegingen maken als verdediging.

## Soorten poppen
Poppen kunnen coarctaat, obtect of exaraat zijn. Bij een coarctate pop zijn alle onderdelen binnenin geheel verborgen onder de huid van het laatste larvenstadium (zoals bij vliegen). Deze pop wordt ook wel een 'puparium' genoemd. Bij een obtecte pop zijn de aanhangsels (vleugels, poten, antennes) in de pophuid opgenomen maar zijn hun contouren wel zichtbaar (zoals bij vlinders). Dergelijke poppen worden wel 'mummiepoppen' genoemd omdat ze weinig bewegingsvrijheid hebben. Bij een exarate pop steken de antennes en poten uit buiten het lichaam (zoals bij de pop van kevers, als de hieronder afgebeelde moriokever). Een pop kan zich soms nog vrij bewegen, zoals bij de kameelhalsvliegen het geval is, dit wordt een 'pupa libera' genoemd.

## Camouflage en cocons
Poppen zijn weerloos en kwetsbaar, en zijn daarom meestal goed gecamoufleerd. Vlinderpoppen kunnen er bijvoorbeeld als verdroogde blaadjes uitzien. Veel insecten spinnen cocons (bij de zijdevlinder wordt hiervan zijde gewonnen) of maken schuilplaatsen tot een holte waarin ze zich verpoppen door bijvoorbeeld een paar blaadjes tegen elkaar te spinnen. De geharde huid van de insectenlarve noemt men het puparium. Deze beschermt de larve wanneer de metamorfose naar het volwassen stadium plaatsvindt.

## Voorbeelden
Bekende zich verpoppende insecten zijn, naast kevers, vliegen en vlinders, ook overige vliesvleugeligen en vlooien. 

## Galerij

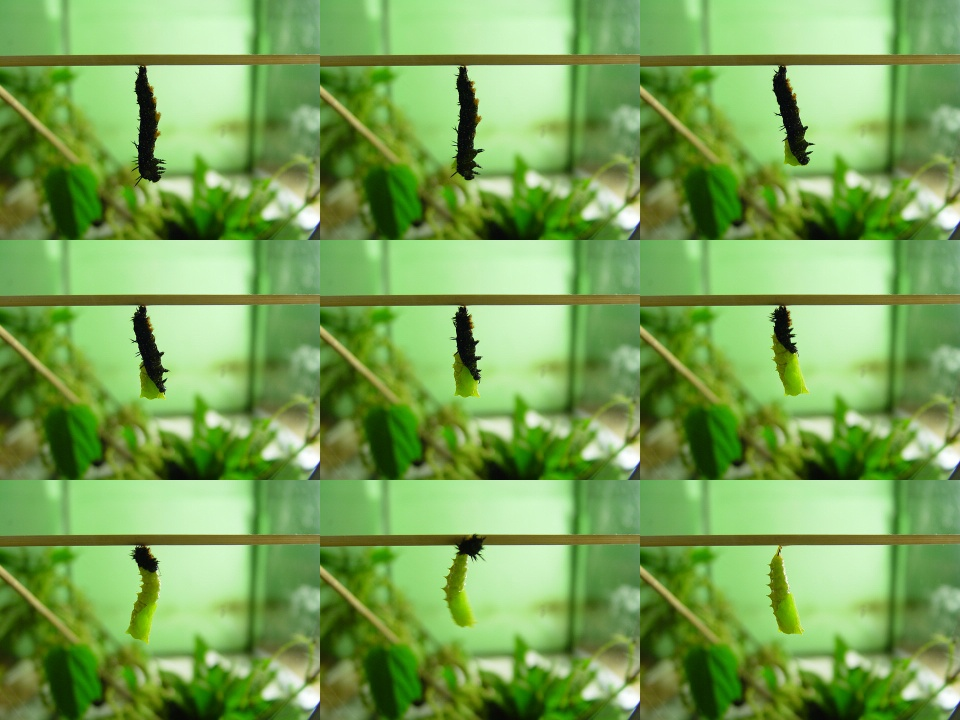
Dagpauwoog van rups tot pop
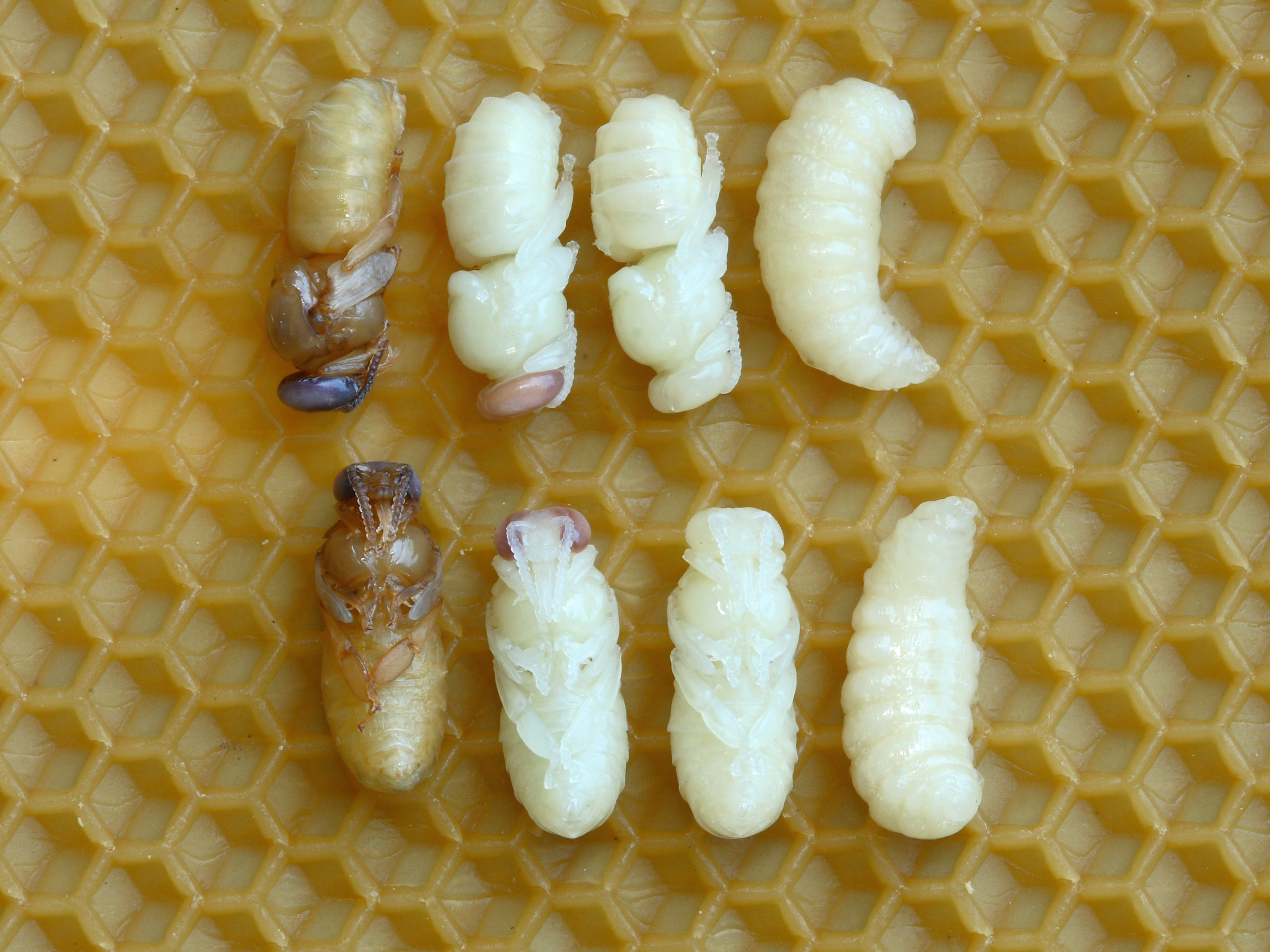
De stadia van pop tot dar
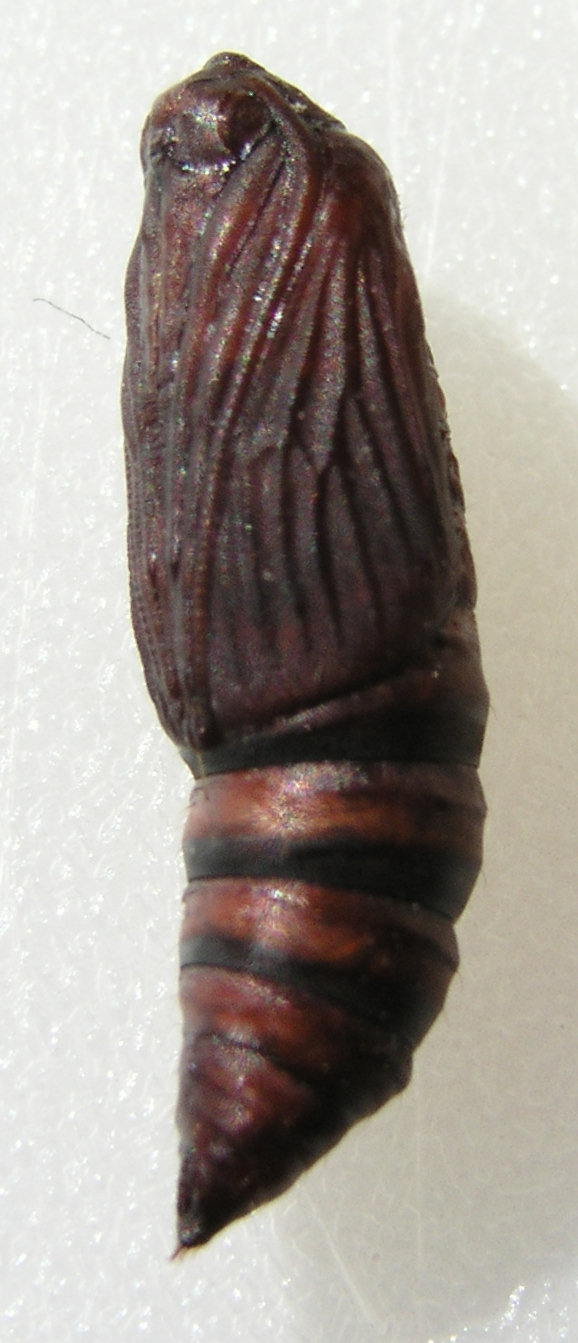
Obtecte vlinderpop waarin contouren van facetogen, vleugels, poten en antennen al zichtbaar zijn.
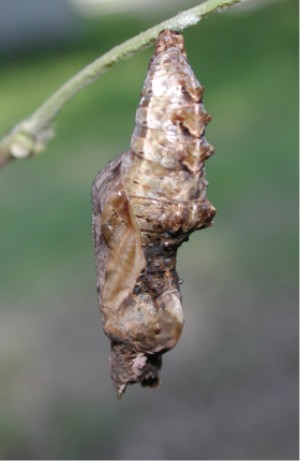
Pop van de Agraulis vanillae
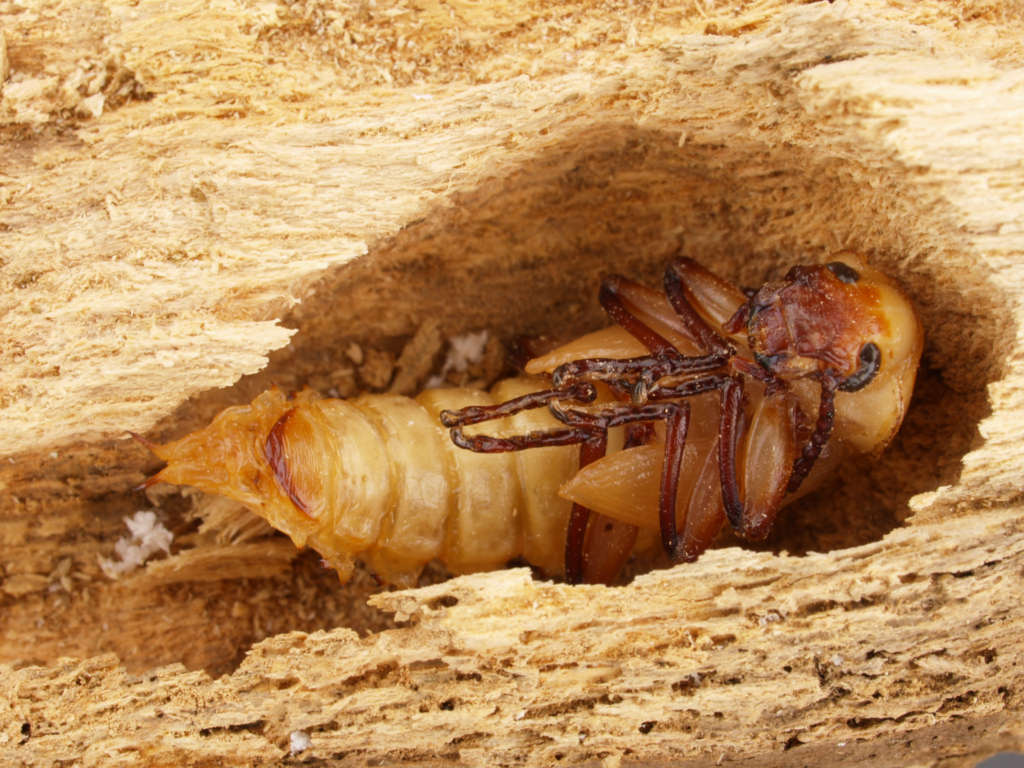
Exarate pop van moriokever
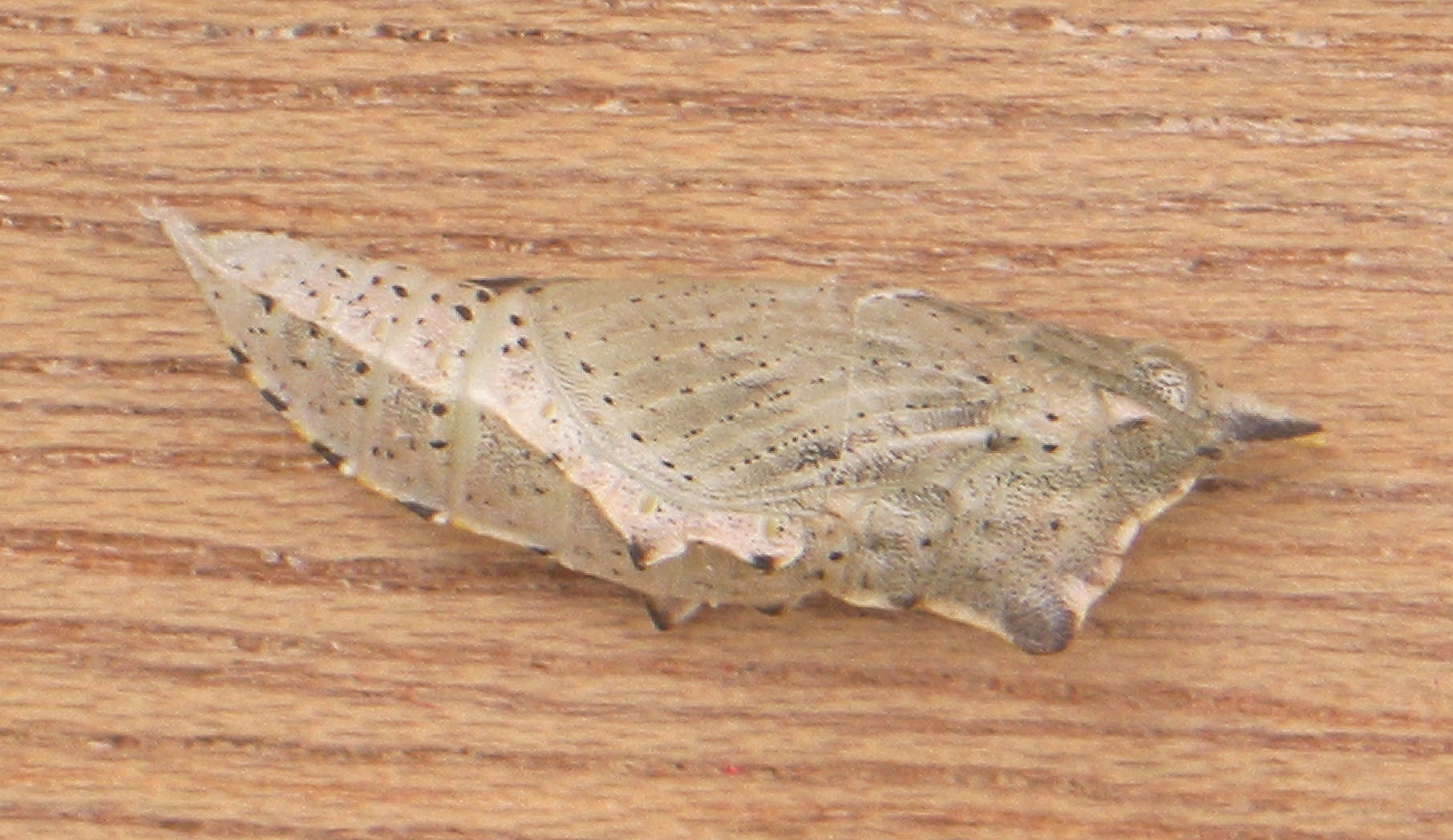
Pop van klein koolwitje
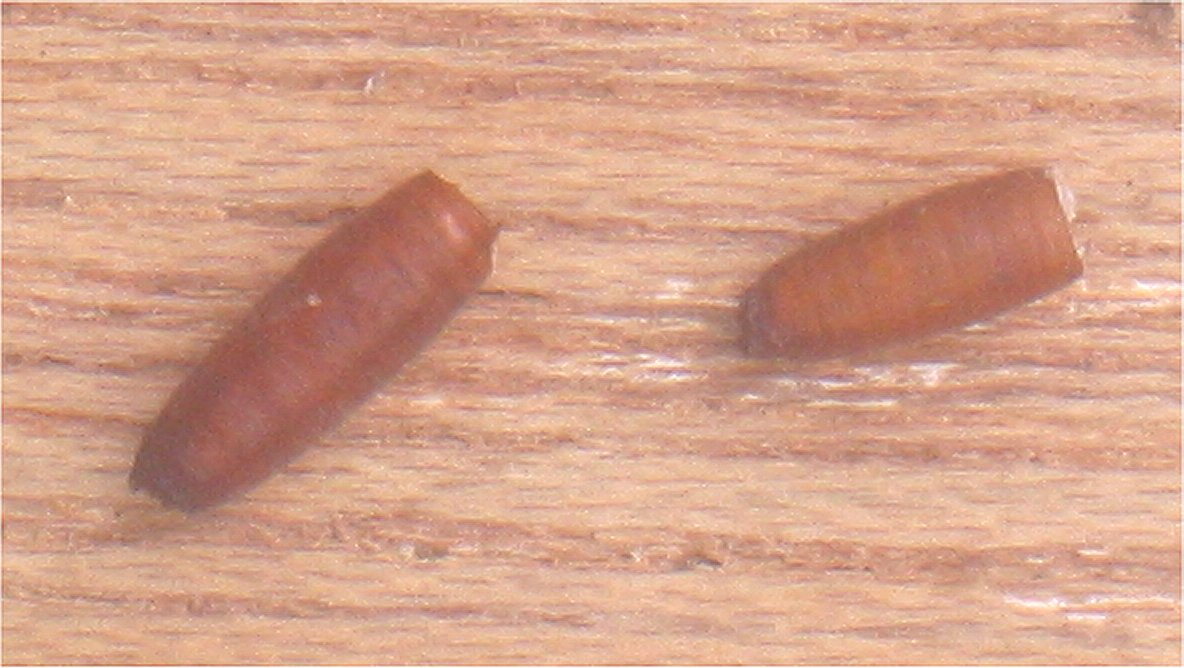
Lege puparia (huidjes van het laatste larvenstadium) van Delia brassicae
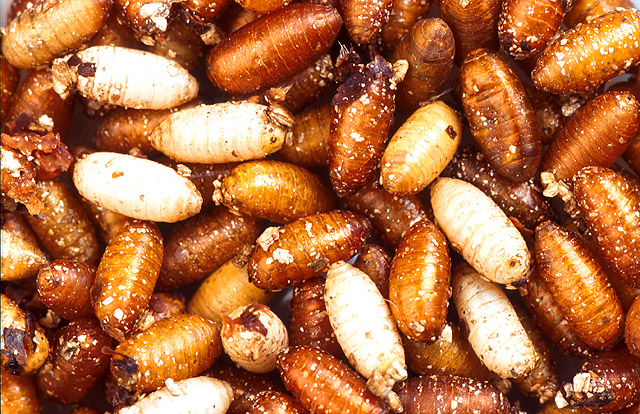
Puparia van de mediterrane fruitvlieg